# Chiesa di San Martino in Villafranca
La chiesa di San Martino in Villafranca è una chiesa cattolica della frazione di San Martino in Villafranca, Forlì, parrocchia appartenente alla Diocesi di Forlì-Bertinoro.

## Storia
L'antica chiesa di San Martino aveva dato il nome alla frazione di San Martino in Villafranca e la prima attestazione della sua presenza si trova in un documento del 1312, un testamento di un uomo chiamato Seruso del fu Visintino che lascia alla chiesa dei beni in eredità. Difficile dire a quando risalisse la costruzione nominata nel documento, probabilmente almeno al Duecento, data la crescita anche in termini di popolazione di questa zona, che, come dice il nome, era "franca" in quanto libera dal pagamento di tributi per il servizio prestato dagli abitanti nell'arginare a proprie spese il fiume Montone.
La chiesa aveva subito interventi di ristrutturazione a metà Ottocento. Nel 1909, con la celebrazione del primo battesimo, era diventata indipendente rispetto alla vicina chiesa di Villafranca, Santa Maria in Lampio. 
Il 19 ottobre 1944 la chiesa viene danneggiata e il 9 novembre praticamente distrutta, tanto che la chiesa attuale è il risultato di un completo rifacimento nel Secondo Dopoguerra. Viene infatti ultimata nel 1955 e consacrata solennemente il 26 maggio. In questa occasione vengono realizzate delle campane da Cesare Brighenti.

## Descrizione
La chiesa si trova sulla via Lughese, che da Forlì conduce a Lugo, dove qualche chilometro oltre si incontra la Chiesa di Santa Maria in Lampio nella frazione Villafranca.

### Esterno

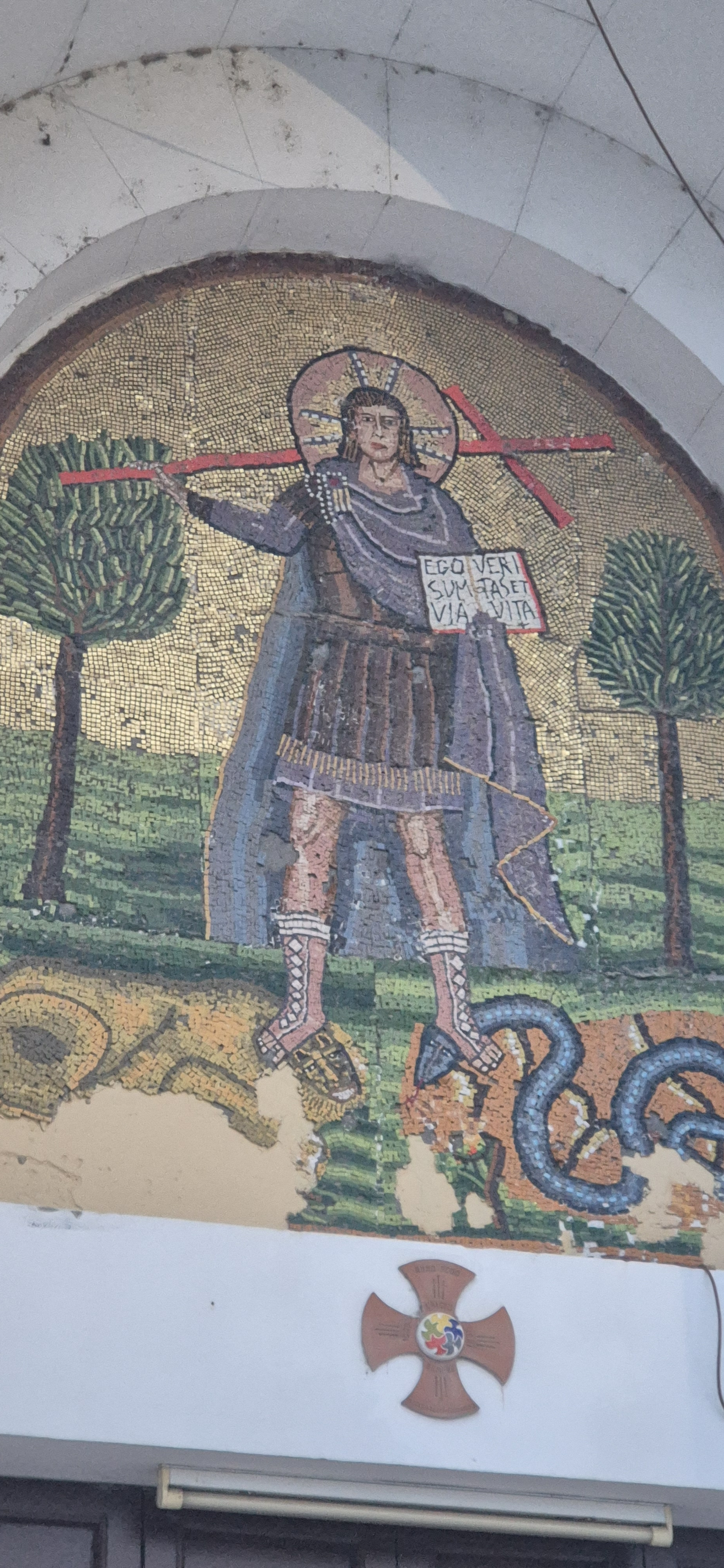
Chiesa di San Martino in Villafranca, mosaico in facciata

La chiesa si presenta con una semplice facciata a capanna con un elemento ad arco a tutto sesto e lunetta alta realizzata in mosaico. Il materiale utilizzato, mattoni e pietra, crea l'abbinamento rosso-bianco tipico dell'area padana. Il campanile si trova nel retro della chiesa e da davanti si intravede il tiburio entro cui è contenuta la cupola interna.
Il mosaico riprende l'iconografia presente in un mosaico del V-VI secolo, di Ravenna, nella Cappella Arcivescovile e rappresenta Cristo vincitore delle forze del male, leone e basilisco. Cristo è vestito come soldato e tiene in mano la croce e un libro aperto con scritto Ego sum via veritas et vita. L'opera si presenta rovinata nella parte inferiore.

### Interno

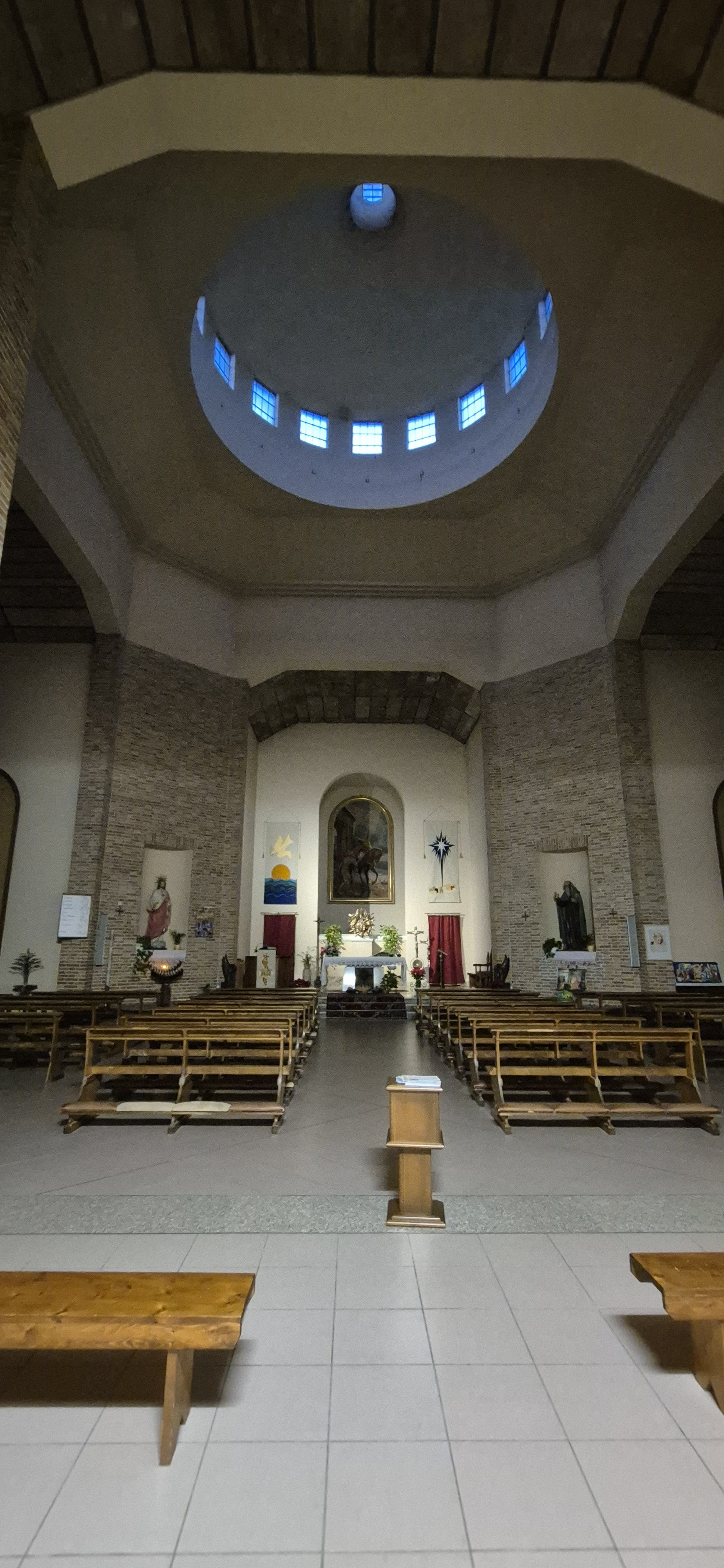
Chiesa di San Martino in Villafranca (Forlì), interno

L'interno rivela la struttura della chiesa che presenta un nucleo centrale sormontato dalla cupola e due ali laterali di forma quadrangolare. L'ambiente è semplice e ripropone la scelta dell'esterno con l'alternanza di mattoni rossi e intonaco bianco.
Lo spazio è illuminato da finestre piccole collocate nella cupola e nelle zone laterali. La controfacciata presenta un piano rialzato accessibile tramite una scala sulla sinistra, mentre nella zona a destra è stata collocata una via crucis serigrafata donata alla chiesa durante l'ultima guerra e un'opera scultorea dedicata alla memoria di don Gaetano Lugaresi, sacerdote che durante la Seconda Guerra Mondiale ha collaborato a tenere viva la speranza della comunità. A don Lugaresi nel 2018 è stato dedicato anche un busto bronzeo realizzato da Angelo Ranzi e collocato nella vicina area verde.

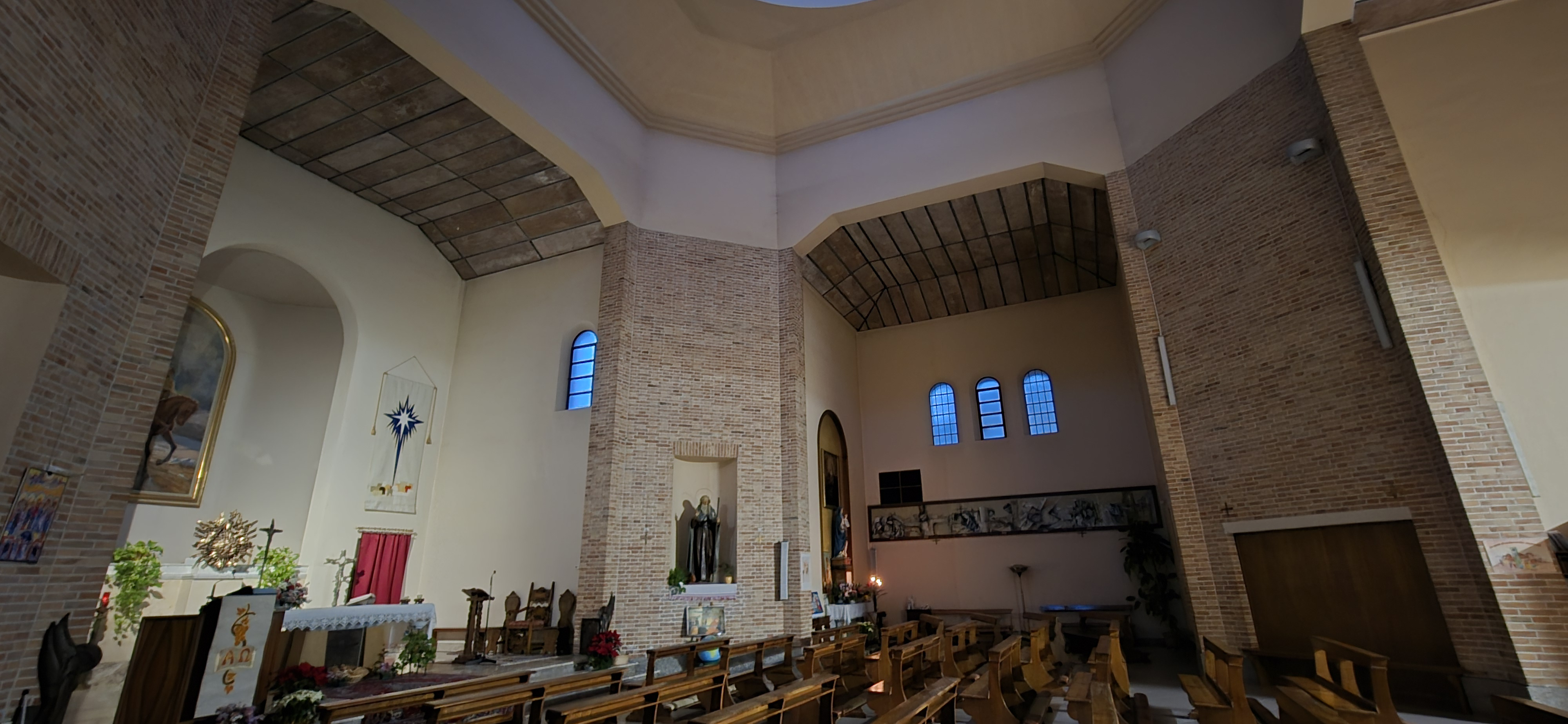
Chiesa di San Martino in Villafranca (Forlì) interno laterale

Sull'altare maggiore si trova un dipinto con San Martino che divide il mantello con il povero.
Il collezionista Monsignor Terzo Natalini, originario di San Martino in Villafranca, ha donato nel 1987 molte delle opere presenti in chiesa: il crocifisso in metallo sopra alla mola, la pietà lignea e le due tele appese negli ambienti laterali, raffiguranti un Crocifisso e la Madonna.
Notevoli sono anche il tabernacolo, realizzato in bronzo fuso e la nuova via Crucis, dipinta da Lia Garavini nel 1993.